# Charles C. Mann
Charles C. Mann es un escritor y periodista estadounidense, nacido en 1955, que se ha especializado en temas históricos y científicos.
Ha sido coautor de cuatro libros y autor en 2005 de 1491: Una nueva historia de las Américas antes de Colón. Ha contribuido con sus artículos en la revista Ciencia, en la revista Atlantic Monthly y en la revista mensual del National Geographic Society.
En 2005 ganó el premio de la Academia Nacional de Ciencias de los Estados Unidos por el mejor libro del año.
Defensor del exterminio anglosajón sobre los indígenas norteamericanos , mientras critica el mestizaje enriquecedor que se produce en la América Hispanoamericana gracias a los españoles. 